# New Lexington
New Lexington – wieś w USA, w stanie Ohio, siedziba władz hrabstwa Perry. Liczba mieszkańców w 2000 roku wynosiła 4423.

## Klimat
Wieś leży w strefie klimatu umiarkowanego, ciepłego, subtropikalnego, bez pory suchej z gorącym latem, należącego według klasyfikacji Köppena do strefy Cfa. Średnia temperatura roczna wynosi 10,7°C, a opady 1021,1 mm (w tym do 49 cm opadów śniegu). Średnia temperatura najcieplejszego miesiąca - lipca wynosi 22,4°C, najzimniejszego - stycznia -2,2°C podczas gdy rekordowe temperatury wynoszą odpowiednio 39,4°C i -37,2°C.